# Antônio Marcos Tobias
Antônio Marcos Tobias conocido como Toninho (São Paulo, Brasil, 10 de junio de 1973) es un exfutbolista brasileño. Jugaba de delantero y jugó en diversos equipos de Brasil, Bélgica, Chile, Portugal, Corea del Sur y Arabia Saudita. Tras su retiro como futbolista profesional, participó en un programa realizado en el propio Estadio Morumbi.

## Clubes
| Club                   | País           | Año       |
| ---------------------- | -------------- | --------- |
| São Paulo              | Brasil         | 1993-1994 |
| Anderlecht             | Bélgica        | 1994-1995 |
| Audax Italiano         | Chile          | 1996      |
| Araçatuba              | Brasil         | 1997      |
| Salgueiros             | Portugal       | 1998-1999 |
| Figueirense            | Brasil         | 1999      |
| Ulsan Hyundai          | Corea del Sur  | 2000      |
| Al-Shabab              | Arabia Saudita | 2000-2001 |
| Alagoano               | Brasil         | 2002-2003 |
| Arapiraquense          | Brasil         | 2004-2005 |
| Rio Branco de Andradas | Brasil         | 2006      |
| CRB                    | Brasil         | 2006      |

## Palmarés

### Campeonatos internacionales
| Título            | Equipo    | Sede   | Año  |
| ----------------- | --------- | ------ | ---- |
| Copa Libertadores | São Paulo | Brasil | 1993 |
| Copa Conmebol     | São Paulo | Brasil | 1994 |